# Cyclops acanthoides
Cyclops acanthoides is een eenoogkreeftjessoort uit de familie van de Cyclopidae. De wetenschappelijke naam van de soort is voor het eerst geldig gepubliceerd in 1914 door Douwe.